# Hans Grandien

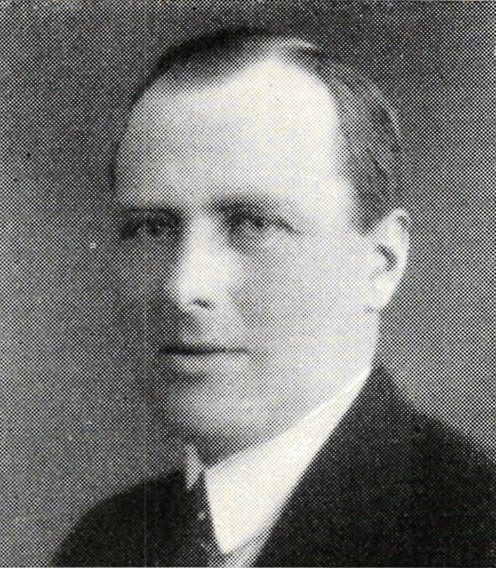
Hans Grandien.

Hans Grandien, född 24 november 1890 i Söderhamn, död där 27 oktober 1970, var en svensk tidningsman. Han var son till Rudolf och Aurore Grandien och bror till Alf Grandien.
Grandien studerade vid Söderhamns läroverk 1900–1907 och vid Schartaus handelsinstitut 1907–1909. Han var medarbetare i Söderhamns Tidning från 1909, kortare tid i Sundsvalls-Posten, Ljusdals-Posten och Öresundsposten, medredaktör och ekonomichef i Söderhamns Tidning från 1918, huvudredaktör från 1928, verkställande direktör från 1923, ägare av tidningen från 1940, av Hudiksvalls-Posten från 1941. Han avgick 1954.
Grandien var även verkställande direktör i Teater AB i Söderhamn och Teaterbiografen, Byggnads AB Esste, ordförande i Gävleborgs läns tuberkulosförening, Söderhamns Jultomtar, Söderhamnsortens barnhem och Biografägareföreningen i Norrland. Han var styrelseledamot i Skandinaviska Bankens söderhamnskontor, Gävleborgs läns Hypoteksförening, Sveriges Biografägareförbund, Sveriges biograf- och filmkammare, Nordsvenska pressföreningen och Gävleborgs-Dalakretsen av Svenska Tidningsutgivareföreningen.